# Blepephaeus similis
Blepephaeus similis är en skalbaggsart som beskrevs av Stefan von Breuning 1942. Blepephaeus similis ingår i släktet Blepephaeus och familjen långhorningar. Inga underarter finns listade.